# Tel Nufar
Tel Nufar (hebreiska: תל נופר) är en höjd i Israel.   Den ligger i distriktet Norra distriktet, i den nordöstra delen av landet.
Terrängen runt Tel Nufar är platt åt nordost, men åt sydväst är den kuperad. Terrängen runt Tel Nufar sluttar österut. Runt Tel Nufar är det ganska tätbefolkat, med 239 invånare per kvadratkilometer. Närmaste större samhälle är Bet She'an, 5,9 km norr om Tel Nufar. Trakten runt Tel Nufar består till största delen av jordbruksmark.